# Satsuki Odo
Satsuki Odo (Japans: 大藤 沙月) (Ono, Fukui, 16 mei 2004) is een Japans professioneel tafeltennisster. Zij speelt rechtshandig met de shakehandgreep.